# Franz Xaver II. Kolowrat-Krakowsky

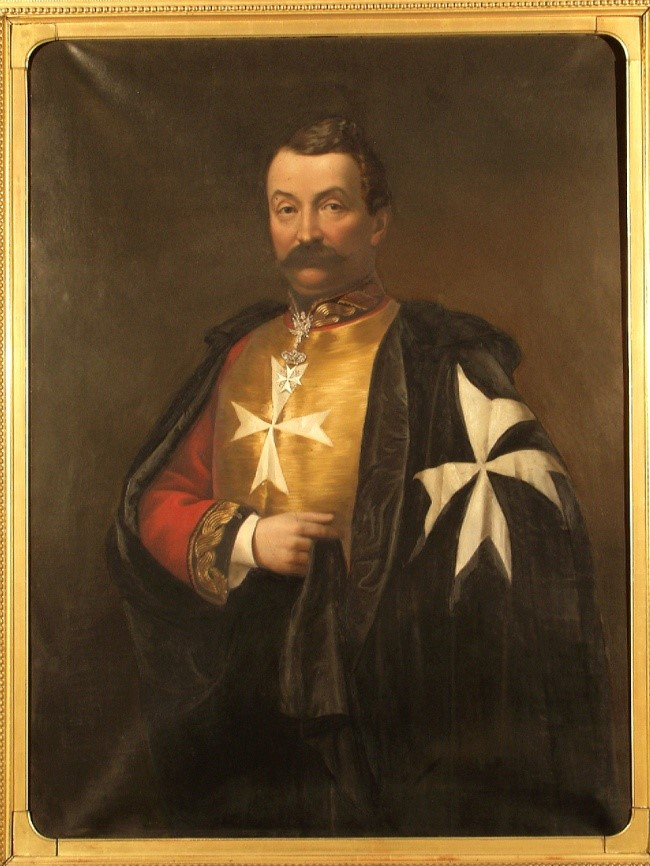
Franz Xaver II. von Kolowrat-Krakowsky

Franz Xaver II. Adam Graf Kolowrat-Krakowsky (tschechisch František Xaver II. hrabě Krakowský z Kolowrat) (* 5. Juni 1803 in Teinitzel, Bezirk Klattau, Pilsner Kreis; † 15. Juni 1874 in Strakonitz, Bezirk Strakonitz) war ein böhmischer Adliger und Politiker sowie Fürstgroßprior des Malteser-Ritterordens. Er ist zu unterscheiden von Franz Xaver von Kolowrat-Krakowsky. 

## Leben
Er entstammte dem böhmischen Hochadelsgeschlecht Adelsgeschlecht Kolowrat-Krakowsky. Seine Eltern waren Ernst Joseph Nepomuk Graf Kolowrat-Krakowsky († 1830) und Maria Johanna Nepomucena geb. Helversen von Helversheim. Nach seiner Schul- und Studienzeit in Klattau und Wien trat er als Kadett in die Kaiserlich-Königliche Armee ein, wo er zum Oberleutnant und Rittmeister avancierte. Seit 1867 war er Fürstgroßprior von Böhmen und Österreich des Malteser-Ritterordens sowie seit 1869 Mitglied des Herrenhauses. Franz Xaver II. Kolowrat-Krakowsky war unverheiratet und kinderlos. Seine letzte Ruhestätte fand er auf Burg Strakonice.

## Auszeichnungen
- Österreichisch-kaiserlicher Leopold-Orden
- Christusorden (Heiliger Stuhl)